# Habenaria batesii
Habenaria batesii är en orkidéart som beskrevs av La Croix. Habenaria batesii ingår i släktet Habenaria och familjen orkidéer. IUCN kategoriserar arten globalt som starkt hotad.
Artens utbredningsområde är Kamerun. Inga underarter finns listade i Catalogue of Life.